# Whakatane (fleuve)
Pour les articles homonymes, voir Whakatane (homonymie).
La  rivière Whakatane (anglais : Whakatane River) est l'une des principales rivières du District de Whakatane dans la Baie de l'Abondance (région) dans l'Île du Nord de la Nouvelle-Zélande.

## Présentation
Ses eaux s'écoulent vers le nord vers la petite ville de Ruatahuna à travers le parc national de Te Urewera dans la région de Hawke's Bay, pour atteindre la Baie de l'Abondance  en passant à travers la ville de Whakatane. La rivière est longue de 95 kilomètres.